# Slatt
Slatt è un singolo del rapper italiano Rondodasosa, pubblicato il 19 ottobre 2020.
Il brano, prodotto da Ava, vede la partecipazione del connazionale Capo Plaza.

## Classifiche
| Classifica (2020) | Posizione massima |
| ----------------- | ----------------- |
| Italia            | 10                |